# Angélica Vale
Angélica María Vale Hartman, mais conhecida como Angélica Vale (Cidade do México, 11 de novembro de 1975), é uma atriz, cantora, comediante, dubladora e produtora mexicana. 

## Biografia
Angélica Maria Vale Hartman nasceu dia 11 de novembro de 1975 na cidade do México, é filha de Raul Vale (comediante, músico e ator) e Angélica María (cantora e atriz). Angélica desde pequena não negou suas raízes artísticas e já fez sua primeira aparição na tv ainda no ventre de sua mãe, na novela ‘El milagro de vivir’.
Durante sua infância, La Vale (assim como é conhecida) participou de várias peças de Teatro, produzidas por sua avó Angélica Ortiz, e algumas participações na TV; a simpatia e talento da pequena Angélica se despontou em seus trabalhos e deu início a uma trajetória de sucesso.

## Carreira
Angélica sempre muito perseverante além de despontar como atriz, também se lançou como cantora, lançando 14 álbuns e 3 turnês ao longo de sua carreira, também se aventurou na carreira de produtora, produzindo um especial sobre a trajetória artística de sua mãe.
Graças ao sucesso de suas comédias musicais juvenis, participou em 1989 da obra "Los Tenis Rojos", e "Mamá Ama el Rock" ao lado de Ricky Martin, depois gravou um disco intitulado "Nuestro Show no Puede Parar".
Em 2015 lançou em parceria com sua mãe o disco Dinastía, um especial de 50 anos de carreira de Angélica Maria, incluindo vários sucessos como "A dónde va nuestro amor", "Amante de una noche", "El hombre de mi vida" e vários outros.
Fundou, em 1998, junto com sua mãe a companhia "Producciones Angélica Ortiz", alguns meses depois estrelou na obra "Cinicienta, una História de Amor" e foi convidada pelo produtor Emilio Larrosa a trabalhar na telenovela Soñadoras.
Em 1999 se dedicou a apresentar na República e nos Estados Unidos seu espetáculo "Sólo para Ti" onde imitava alguns artistas famosos.
Foi apresentadora por cinco meses do programa matutino "Hoy" junto com Arath de la Torre, depois estrelou em Las Vegas na abertura dos concertos de Marco Antoni Solís.
Em 2001, fez uma das protagonistas da telenovela "Amigas y Rivales", junto com Adamari López, Ludwika Paleta, Michelle Vieth, Gabriel Soto e Arath de la Torre.
Em 2003, inicia sua participação no programa "La Paródia" imitando personalidades da TV, da política e da vida social. Seu sucesso com esse trabalho fez com que em junho do mesmo ano apresentasse um espetáculo no Teatro Metropólitan com os diversos personagens que caracterizava.[carece de fontes?]
Em 2005, participou da série de televisão "El Privilégio de Mandar" junto com personalidades como Carlos Espejel, Arath de la Torre, Miguel Galván, entre outros.
Em 2006, a atriz foi escalada para viver a protagonista da novela La Fea Más Bella, ao lado de Jaime Camil, interpretando Leticia Padilla Solís "Lety". Essa personagem trouxe uma notoriedade acima da média para Angélica, a novela foi um grande sucesso, transmitida em vários países.
Em 2007, fez uma participação especial de um episódio de Ugly Betty, no qual era assistente da dentista que Betty ia. No episódio estava caracterizada de Lety.
Em 2017 regressou às novelas como protagonista de La fan. E no ano seguinte, regressa à Televisa como protagonista da novela Y mañana será otro día.
No dia 10 de novembro de 2022, um dia antes de seu aniversário de 47 anos, a artista recebeu sua própria estrela na Calçada da Fama.
Angélica recebeu a 2.739ª estrela na categoria de “Live Theatre/Live Performance”, a estrela está localizada na 7060 Hollywood Boulevard perto da estrela de sua mãe, Angélica María.
A cerimônia foi apresentada pela presidente da Câmara de Comércio de Hollywood, Lupita Sanchez Cornejo. Os palestrantes convidados incluíram Jaime Camil, Kate del Castillo, Pepe Aguilar, Omar Chaparro e o prefeito de Los Angeles, Eric Garcetti.

## Vida pessoal
Casou com Otto Padrón no dia 19 de fevereiro de 2011 .Um ano depois teve uma filha chamada Angelica Masiel Padrón Vale , que nasceu no dia 6 de junho de 2012. Em março de 2014 foi noticiado a espera de seu segundo filho, Daniel Nicolás Padrón Vale , que nasceu no dia 11 de agosto do mesmo ano.

## Filmografia

### Telenovelas e séries
| Ano     | Título                  | Personagem                                                    |
| ------- | ----------------------- | ------------------------------------------------------------- |
| 2018    | Jane the Virgin         | Marisol                                                       |
| 2018    | Y mañana será otro día  | Mónica Rojas Araiza                                           |
| 2017    | La fan                  | Valentina Pérez "Vale" / Valentina Cabrera Gardiazabal "Vale" |
| 2012    | Amores verdaderos       | Ela mesma                                                     |
| 2009    | Mujeres asesinas        | Julia, encubridora - Julia Espinoza Laviada (Um capítulo)     |
| 2007    | Ugly Betty              | Angélica / Episódio 23: "East Side Story" (Temporada 1)       |
| 2006–07 | La fea más bella        | Leticia Padilla Solís "Lety" / Aurora Mayer de Salinas        |
| 2005–06 | El privilegio de mandar | Vários personagens                                            |
| 2002–06 | La Parodia              | Várias Personagens                                            |
| 2002–03 | Las vías del amor       | Angélica                                                      |
| 2001    | Amigas y rivales        | Wendy Nayeli Pérez Chacón / Wendy Nayeli Benítez Pérez        |
| 1998–99 | Soñadoras               | Julieta Ruiz Castañeda                                        |
| 1997–98 | El secreto de Alejandra | Gloria                                                        |
| 1996    | Bendita mentira         | Margarita                                                     |
| 1995–96 | Lazos de amor           | Tere                                                          |
| 1992–93 | Ángeles sin paraíso     | —                                                             |
| 1990    | Ángeles blancos         | Priscilla                                                     |
| 1986    | Herencia maldita        | Adela Beltrán (criança)                                       |
| 1982    | Lupita                  | Guadalupe Nuñez "Lupita"                                      |
| 1981    | El hogar que yo robé    | Aurora "Aurorita" Velarde                                     |
| 1978    | Muñeca rota             | —                                                             |
| 1975    | El milagro de vivir     | Alejandra (bebê)                                              |

### Webnovelas
| Año  | Webnovela   | Personaje                  |
| ---- | ----------- | -------------------------- |
| 2011 | No me hallo | Luz María “Luchita” Guerra |

### Realities
| Año         | Realities                       |
| ----------- | ------------------------------- |
| 2015        | ¡Qué noche con Angélica y Raúl! |
| 2013        | Parodiando 2 - Capitã de Equipe |
| 2012 e 2013 | Parodiando - Capitã de Equipe   |
| 2009        | Hazme reír y serás millonario   |
| 2002        | Big Brother: México             |
| ?           | Hoy                             |

### Cinema
| Ano  | Título                    |
| ---- | ------------------------- |
| 2011 | Salsa en Tel Aviv         |
| 1988 | Una estrella              |
| 1981 | El gran triunfo           |
| 1979 | La guerra de los pasteles |
| 1978 | El coyote y la bronca     |

### Dublagem
| Ano  | Dublagem                           | Personagem  |
| ---- | ---------------------------------- | ----------- |
| 2006 | A Era do Gelo 2                    | Ellie       |
| 2006 | Cars                               | Sally       |
| 2009 | A Era do Gelo 3                    | Ellie       |
| 2011 | Cars 2                             | Sally       |
| 2012 | A Era do Gelo 4                    | Ellie       |
| 2016 | A Era do Gelo: Choque de Mundos    | Ellie       |
| 2006 | Una película de huevos             | Bibi        |
| 2009 | Otra Película de Huevos y Un Pollo | Bibi        |
| 2015 | Un gallo con muchos huevos         | Bibi        |
| 2017 | Coco                               | Mamá Imelda |

## Teatro
| Teatro                                 | Personaje                   |
| -------------------------------------- | --------------------------- |
| Mentiras: el musical - 2011-2015       | Daniela (Atriz Convidada)   |
| Los miserables (musical) 2004          | Eponine (Atriz Convidada))  |
| José el Soñador (Musical)              | Narradora (Actriz Invitada) |
| Mago de Oz. Cuento de Frank Baum -1985 | Dorotea                     |
| Cenicienta                             | Cenicienta                  |
| Atrapada en los 60's                   | ?                           |
| Vaselina                               | Sandy                       |
| Mamá Ama el Rock                       | ?                           |
| Los Tenis Rojos -1989                  | ?                           |

## Prêmios e Indicações

### Prêmios Los Favoritos
| Ano  | Categoria          | Trabalho      | Resultado |
| ---- | ------------------ | ------------- | --------- |
| 2002 | Melhor Atriz Jovem | Angélica Vale | Indicado  |

### Prêmios TVyNovelas
| Ano  | Categoria                 | Telenovela/Serie       | Resultado |
| ---- | ------------------------- | ---------------------- | --------- |
| 2002 | Melhor revelação feminina | Amigas y Rivales       | Indicado  |
| 2003 | Melhor atriz de comédia   | La Parodia             | Venceu    |
| 2007 | Melhor atriz protagônica  | La fea más bella       | Venceu    |
| 2019 | Melhor atriz protagonista | Y mañana será otro día | Pendente  |

### Premios Califa de Oro
| Ano  | Categoria         | Telenovela       | Resultado |
| ---- | ----------------- | ---------------- | --------- |
| 2006 | Destaca Actuación | La fea más bella | Venceu    |

### Prêmios Bravo
| Ano  | Categoria                   | Telenovela       | Resultado |
| ---- | --------------------------- | ---------------- | --------- |
| 2007 | Melhor acçtriz protagonista | La fea más bella | Venceu    |

### Premios Fama
| Ano  | Categoria                 | Telenovela       | Resultado |
| ---- | ------------------------- | ---------------- | --------- |
| 2008 | Melhor atriz protagonista | La fea más bella | Venceu    |

### Prêmios Tu Mundo
| Ano  | Categoria                             | Telenovela | Resultado |
| ---- | ------------------------------------- | ---------- | --------- |
| 2017 | Protagonista Favorita                 | La fan     | Indicado  |
| 2017 | Protagonista Favorita con Mala Suerte | La fan     | Indicado  |

Reconhecimentos
- Em 2014 a revista People en Español voltou a nomeá-la como uma de "Los 50 más Bellos".
- Em 2012 a revista People en Español voltou a nomeá-la como uma de "Los 50 más Bellos".
- Em 2007 a revista People en Español a nomeou como uma de "Los 50 más Bellos".

## Ligações Externas
- Angélica Vale. no IMDb.
- Angélica Vale no X
- ClubeAngélicaValeForeverBrasil